# Sri Lankaans cricketelftal (mannen)
Het cricketelftal van Sri Lanka is het nationale cricketteam van Sri Lanka. Sri Lanka speelde in 1975 voor het eerst een One Day International en vanwege de goede prestaties werd het land beloond met de status van testnatie in 1981. De eerste test werd gespeeld in 1982 in Colombo. In 1996 werd het wereldkampioen.

## Successen
Sri Lanka is een relatief jonge grootmacht in het internationale cricket. In 1981 kregen ze als 8e land het recht om testcricket te mogen spelen. Daarvoor had Sri Lanka al twee keer deel genomen aan het wereldkampioenschap cricket, waarin ze beide keren in de eerste ronde strandde. In 1979 won Sri Lanka de eerste ICC Trophy, het alternatieve WK voor de niet-testnaties, door in de finale Canada te verslaan met 60 runs. Ondanks deze toernooizege en teststatus werd Sri Lanka in de jaren 80 en begin '90 van de vorige eeuw gezien als zwak team ten opzichte van de echte top.
Toen Sri Lanka echter in 1996 geheel onverwacht de WK-finale bereikte en daarin van het favoriet geachte Australië won, werd het land plotseling zeer serieus genomen. Voor het wereldkampioenschap 1996 was men nooit verder gekomen dan de eerste ronde. In de finale in 1996 won Sri Lanka de toss en liet Australië eerst batten, ondanks dat in alle finales daarvoor het eerst aan slag zijnde team ook de overwinning pakte. Australië maakte 241/7 (runs/wickets), waarna Sri Lanka na 46.2 overs voor het verlies van 3 wickets Australië inhaalde. Hiermee won voor het eerst een (mede)organisator het WK en werd Sri Lanka het eerste land dat de ICC Trophy en het WK cricket won. Bovendien werd het ultra-agressieve openen van het batten in de eerste 15 overs overgenomen door alle andere ODI-landen, omdat er door fielding restricties veel meer open ruimte is in het verre veld.
Naast de Wereldbeker werd in 2002 de winst gedeeld met India in het toernooi om de ICC Champions Trophy, een alternatief WK waar alle grote cricketlanden aan meedoen. In 1998 en 2013 werd in hetzelfde toernooi de halve finale bereikt.
In Azië wordt ook gespeeld om de Asia Cup. Tot 2010 eindigde het altijd als eerste of als tweede. Anno 2019 heeft het dat toernooi 5 keer gewonnen.
Het voormalige Asian Test Championship, was na het 1912 Triangular Tournament het enige testtoernooi met meer dan twee deelnemende naties. Sri Lanka won de editie van 2001/2002 door Pakistan te verslaan, na eerst een ruime zege op Bangladesh.
Het Wereldkampioenschap Twenty20 werd in 2014 gewonnen.

## Resultaten op internationale toernooien

### Wereldkampioenschap
| 1975 · Eerste ronde 1979 · Eerste ronde 1983 · Eerste ronde 1987 · Eerste ronde | 1992 · Eerste ronde 1996 · Winnaar 1999 · Eerste ronde 2003 · Halve finale | 2007 · Tweede 2011 · Tweede 2015 · Kwartfinale 2019 · Eerste ronde |

### Wereldkampioenschap Twenty20
| 2007 · Tweede ronde 2009 · Tweede | 2010 · Halve finale 2012 · Tweede | 2014 · Winnaar 2016 · Eerste ronde |

### Wereldkampioenschap testcricket
| 2021 · Onderweg |

### Overige belangrijke toernooien
| ICC Champions Trophy | ICC World Cup Qualifier (ICC Trophy)                       | Asia Cup | Asian Test Championship        | Gemenebestspelen | Austral-Asia Cup                                               |
| --- | ---------------------------------------------------------- | --- | ------------------------------ | ---------------- | -------------------------------------------------------------- |
| - 1998: Halve finale - 2000: Kwartfinale - 2002: Gedeeld winnaar - 2004: Eerste ronde - 2006: Eerste ronde - 2009: Eerste ronde - 2013: Halve finale - 2017: Eerste ronde | - 1979: Winnaar - 1982-2018: Direct voor WK gekwalificeerd | - 1984: Tweede - 1986: Winnaar - 1988: Tweede - 1990/1991: Tweede - 1995: Tweede - 1997: Winnaar - 2000: Tweede - 2004: Winnaar - 2008: Winnaar - 2010: Tweede - 2012: Vierde - 2014: Winnaar - 2016: Vierde - 2018: Eerste ronde | - 1999: Tweede - 2002: Winnaar | - 1998: Derde    | - 1986: Halve finale - 1990: Halve finale - 1994: Eerste ronde |